# エドワード・クロフトン (第3代クロフトン男爵)
第3代クロフトン男爵エドワード・ヘンリー・チャーチル・クロフトン（Edward Henry Churchill Crofton, 3rd Baron Crofton、1834年10月21日 – 1912年9月22日）は、アイルランド貴族。保守党に属し、アイルランド貴族代表議員を務めた。

## 生涯
第2代クロフトン男爵エドワード・クロフトンと妻ジョージアナ（1800年8月29日 – 1875年11月9日、初代アングルシー侯爵ヘンリー・ウィリアム・パジェットの娘）の長男として、1834年10月21日にロンドンで生まれた。
1867年4月から1868年12月までアイルランド総督の寝室侍従（Gentleman of the Bedchamber）を務めた。1869年12月27日に父が死去すると、クロフトン男爵位を継承した。1873年2月11日にアイルランド貴族代表議員に選出され、1912年に死去するまで務めた。貴族院では保守党に属した。
1883年時点でロスコモン県に11,053エーカーの領地を所有し、合計で年収7,332ポンドに相当した。ロスコモン県では副統監を務めた。
1912年9月22日、生涯未婚のままゴールウェイ県クロンブロック城で死去、27日にメイヨー県キルメインで埋葬された。弟の息子アーサー・エドワード・ラウザーが爵位を継承した。